# Ephippiochthonius monguzzii
Espèce
Synonymes
- Chthonius monguzzii Gardini, 2013

Ephippiochthonius monguzzii est une espèce de pseudoscorpions de la famille des Chthoniidae.

## Distribution
Cette espèce est endémique d'Italie. Elle se rencontre en Lombardie et en Frioul-Vénétie Julienne.

## Description
Ephippiochthonius monguzzii mesure de 1,5 à 1,6 mm.

## Étymologie
Cette espèce est nommée en l'honneur de Riccardo Monguzzi.

## Publication originale
- Gardini, 2013 : A revision of the species of the pseudoscorpion subgenus Chthonius (Ephippiochthonius) (Arachnida, Pseudoscorpiones, Chthoniidae) from Italy and neighbouring areas. Zootaxa, no 3655(1), p. 1-151.